# Gelstertal (Landschaftsschutzgebiet)
Das Landschaftsschutzgebiet Gelstertal im nordhessischen Werra-Meißner-Kreis wurde im Oktober 1960 ausgewiesen, um das Gelände zwischen Laudenbach und Witzenhausen vor Veränderungen zu schützen, die die Natur schädigen oder das Landschaftsbild verunstalten.

## Lage

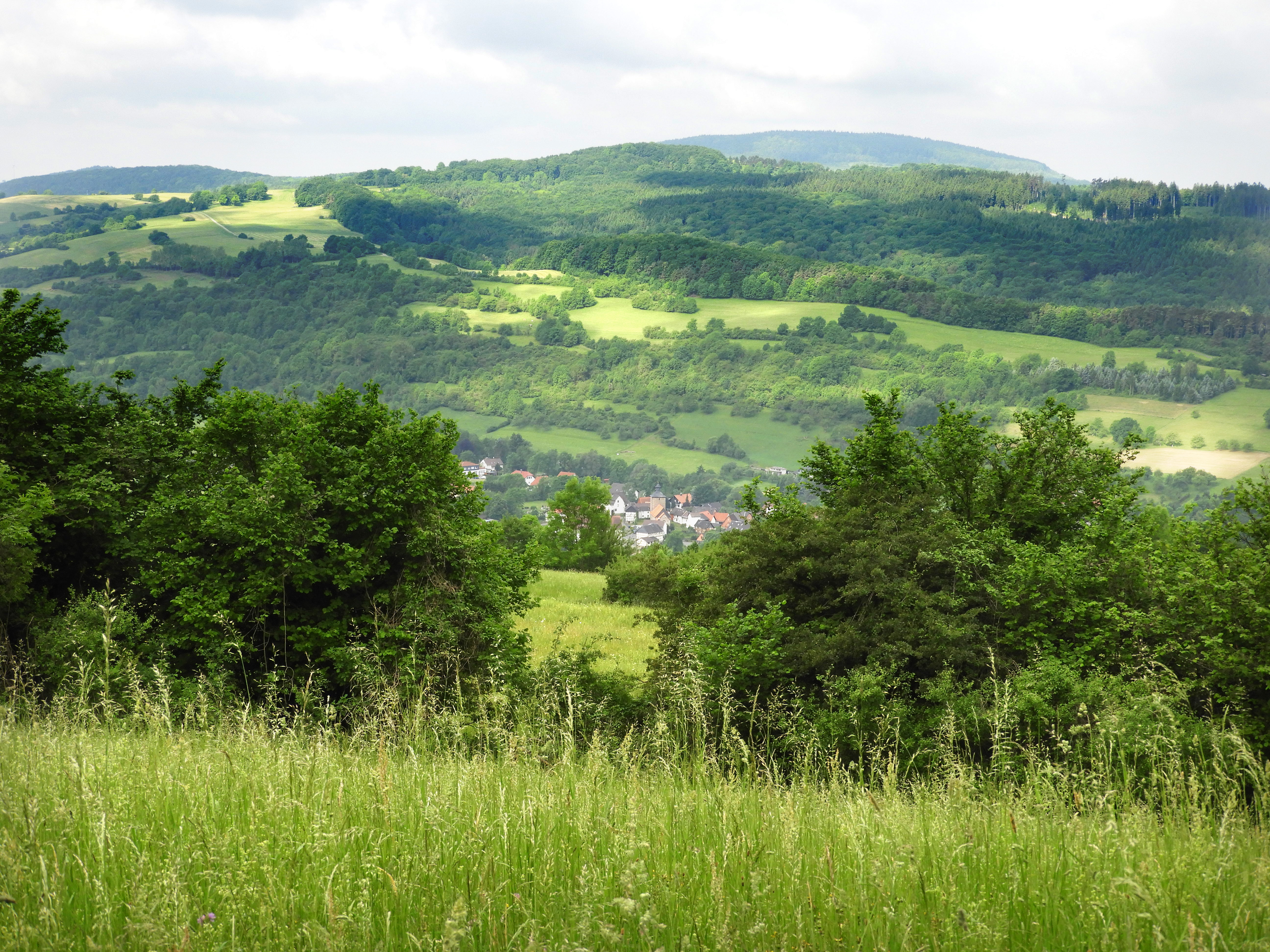
Blick von dem Dornbergpass bei Weißenbach auf das Gelstertal bei Uengsterode

Der geschützte Bereich des Gelstertals zieht sich von Süden nach Norden durch den mittleren Teil des Altkreises Witzenhausen. Im Osten wird er größtenteils von der aufgegebenen Bahnstrecke der Gelstertalbahn von Großalmerode-Ost nach Witzenhausen-Süd begrenzt. Auf der westlichen Seite bildet die Grenze die frühere Landstraße 1. Ordnung zwischen Laudenbach und Witzenhausen, die heute Teil der Landesstraße 3238 sowie der Bundesstraße 451 ist. Die Fläche des Schutzgebiets liegt im „Geo-Naturpark Frau-Holle-Land“ und administrativ gehört sie zu den Gemarkungen der Ortsteile Witzenhausen und Hundelshausen der Stadt Witzenhausen sowie zu den Gemarkungen der Ortsteile Trubenhausen, Uengsterode und Laudenbach der Stadt Großalmerode.
Das Tal flankieren die Mittelgebirge Kaufunger Wald im Westen und Meißner im Osten. Naturräumlich wird das Gebiet zwischen Laudenbach und Hundelshausen dem „Velmeder Tal“ im „Fulda-Werra-Bergland“ zugeordnet. Im Westen grenzen das Rommeroder Hügelland der „Witzenhausen-Altmorschener Talung“ sowie die Teileinheiten „Kaufunger-Wald-Hochfläche“ und „Hinterer Kaufunger Wald“ an das Gelstertal. Westlich geht es in die Bereiche „Nördliche Meißnervorberge“ und „Hoher Meißner“ über. Der nördliche Teil zwischen Hundelshausen und Witzenhausen wird dem Naturraum „Unteres Gelstertal“ im „Unteren Werraland“ zugerechnet. Sie gehören alle zu der Haupteinheitengruppe des „Osthessischen Berglands“.

## Das Gelstertal

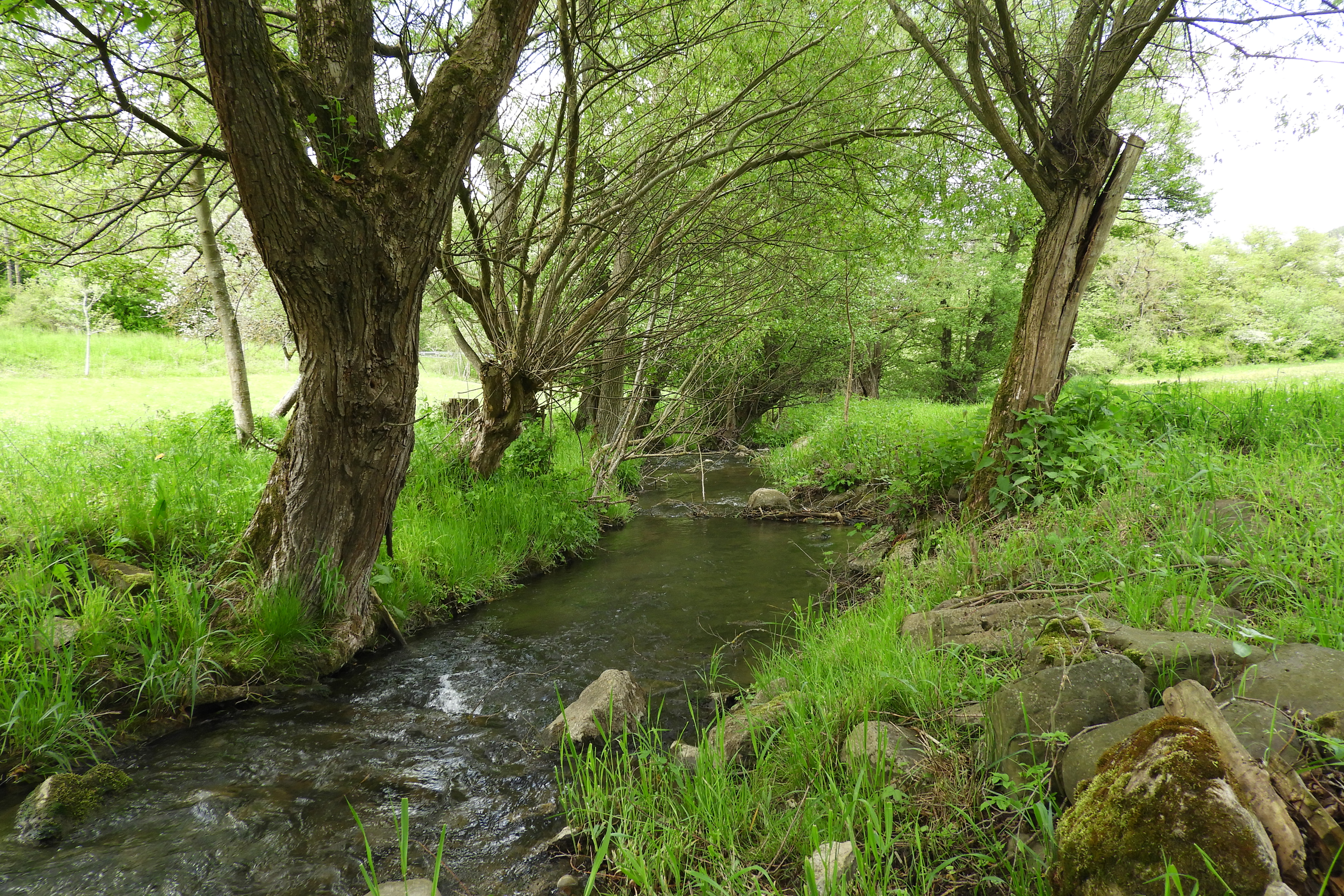
Der Laudenbach, umgangssprachlich „Weiße Gelster“ genannt, vor seiner Einmündung in die „Schwarze Gelster“

Die Gelster ist ein linksseitiger Zufluss der Werra, die an einem Nordausläufer des Hirschbergs im Kaufunger Wald entspringt und in ihrem Oberlauf „Schwarze Gelster“ genannt wird.
Der Namenszusatz „Schwarze“ entstand vermutlich schon vor langer Zeit, als das Wasser der Gelster zur Reinigung der Maschinen und Gerätschaften der Großalmeröder Feuerfestindustrie und des Bergbaus im Gebiet des Hirschbergs genutzt wurde und dabei braunschwarzer Kohlenstaub den Wasserlauf verunreinigte.
Nördlich von Uengsterode mündet der Laudenbach, der umgangssprachlich auch „Weiße Gelster“ genannt wird, in den Bach. Ihren Beinamen „Weiße“ verdankt der kleine Wasserlauf der hellen Färbung, die besonders nach starken Regenfällen vorhanden ist, wenn ausgespülte Partikel des kalkhaltigen Bodens das Wasser milchig-trübe tönen.
Aus geologischer Sicht befindet sich das Landschaftsschutzgebiet im sogenannten Gelstergraben, einem von Süden nach Norden verlaufenden Bruch in der Erdformation, der zu der verzweigten Abfolge von Senken der Witzenhausen-Altmorschener Talung gehört. Die als saxonische Gräben bezeichneten Verwerfungen sind durch bruchschollentektonische Vorgänge eingebrochen, die in der Oberkreidezeit vor rund fünfundachtzig Millionen Jahren begannen und bis ins späte Pliozän vor rund zwei Millionen Jahren währten.
Die landschaftliche Gestalt des Gelstertals wird als ein Kerbtal bezeichnet. Zwischen der Mündung des Laudenbachs und dem Ort Hundelshausen ist es weiträumiger, ansonsten ist es relativ schmal. Ab Hundelshausen engen Zechsteinklippen und sich daran anschließende Buntsandsteinbänke das Tal ein. Die landwirtschaftliche Bearbeitung wird von den Böden bestimmt, die sich aus den anstehenden Gesteinen entwickelt haben. Die schweren Ton- und Lehmböden, im Bereich des Mittellaufs der Gelster, entstanden aus Zechstein, Muschelkalk und Keuper. Je nach ihrer Tiefgründigkeit werden sie als Ackerland oder Weiden genutzt. Auf ehemaligen Weideflächen hat sich nach der Nutzungsaufgabe Kalktrockenrasen entwickelt, der vor allem am Ostrand des Gelstergrabens bei Trubenhausen verbreitet ist, wo kalkig-dolomitische Gesteine vorherrschen. Günstigere Voraussetzungen für den Ackerbau schaffen die nährstoffreichen Verwitterungsböden des fein- und mittelkörnigen Unteren Buntsandsteins an den Hanglagen des Kaufunger Waldes.

## Unterschutzstellung

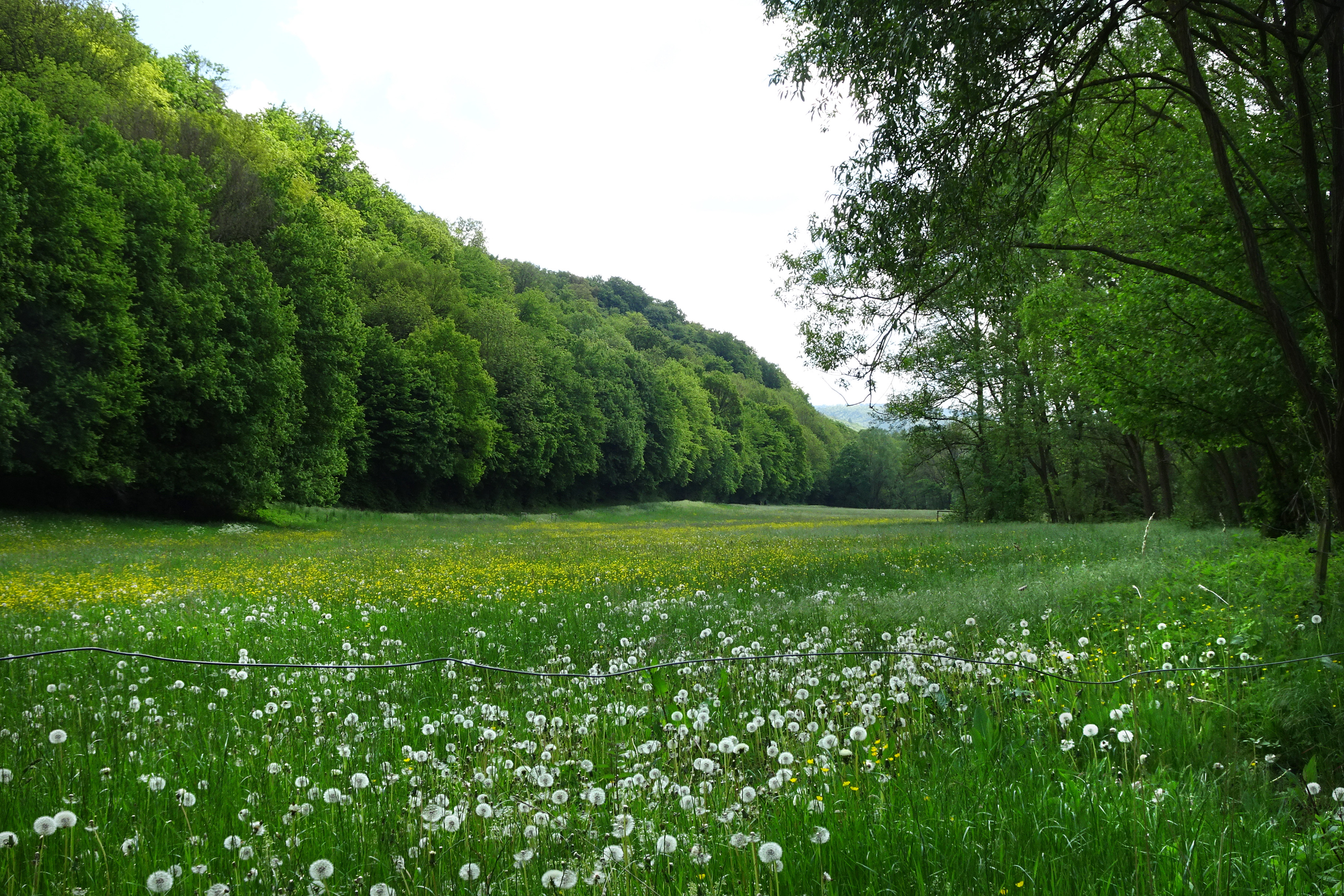
Das Gelstertal südlich von Carmshausen

Mit Verordnung der Unteren Naturschutzbehörde beim Kreisausschuss des Landkreises Witzenhausen vom 7. Oktober 1960 und mit Ermächtigung des Regierungspräsidenten in Kassel wurden Landschaftsteile in den Gemarkungen Witzenhausen, Hundelshausen, Trubenhausen, Uengsterode und Laudenbach zum „Landschaftsschutzgebiet Gelstertal“ erklärt und damit unter den Schutz des noch geltenden Reichsnaturschutzgesetzes von 1935 gestellt. Mit der Unterschutzstellung war es im Schutzbereich verboten Veränderungen vorzunehmen „die geeignet sind, die Natur zu schädigen, den Naturgenuss zu beeinträchtigen oder das Landschaftsbild zu verunstalten“. Die Ortschaften und die bebauten Ortsteile wurden nicht in das Schutzgebiet integriert. Das Schutzgebiet besitzt eine Größe von rund 220 Hektar, hat die nationale Kennung 2636030 und den WDPA-Code 555547210.

## Radweg
Der rund 110 km lange „Herkules-Wartburg-Radweg“ verbindet die UNESCO-Weltkulturerbestätten Bergpark Wilhelmshöhe in Kassel und Wartburg in Eisenach. Eine Alternativroute führt von Walburg durch das Gelstertal nach Witzenhausen. Auf einigen Abschnitten verläuft der Radweg auf der Trasse der ehemaligen Strecke der Gelstertalbahn. Die Nebenbahn, die im Jahr 1915 in Betrieb ging, führte von Eichenberg über Witzenhausen nach Großalmerode und Velmeden. Mit der Einstellung des Personenverkehrs im Jahr 1973 begann ihr Niedergang. Der Güterverkehr, der sich stetig zurückentwickelte, endete nach einem Dammrutsch im Jahr 1981 zwischen Großalmerode Ost und Trubenhausen. Stilllegungen in weiteren Bereiche folgten, so dass Ende 2001 die komplette Strecke aufgegeben war.